# 강석원 (건축가)
강석원(姜錫元, 1938년~)은 대한민국의 건축가이다.
홍익대학교 건축미술과를 졸업하고, 국전에서 건축작품 최초로 대통령상을 받았다. 대한민국 건축사, 프랑스 국가 공인 건축가, 그리고 호주 캔버라시 건축가이다. 조르주 앙리 팽귀송(Georges-Henri Pingusson)의 오랜 파트너였다. 해외 건축상 심사위원, 한국건축가협회 명예회장 등으로 활동하며 국내외적으로 인정을 받았다.

## 소개
1938년 서울에서 태어났다. 1957년 홍익대학교 건축미술과에 입학, 1961년 졸업했다. 제10회 국전에 <육군훈련소 계획>을 출품하여 건축으로서는 최초로 대통령상을 받았다. 1966년부터 1978년까지 조르주 앙리 팽귀송(Georges-Henri Pingusson, 1894-1978) 건축연구소에 들어가 12년간 일하며 그의 파트너로 오랫동안 명맥을 유지하였다. 1978년에는 서울 그룹가를 설립하여 사무소, 학교, 종교건축(가톨릭), 주거, 문화시설에 이르기까지 다양한 용도의 프로젝트를 설계하였다. 여러 작품으로 한국건축가협회상, 대한건축사협회상, 서울특별시건축상 등을 받았으며, 특히 에스모드 빌딩으로 제1회 김수근문화상 건축부문을 수상했다. 홍익대학교, 고려대학교 등에서 오랫동안 학생들을 가르쳤고 한국건축가협회장(1996-1998)을 지내면서 대내외 건축사업을 수행하였다. 1996년 베니스비엔날레 한국관의 첫 번째 커미셔너로서 전시회를 치렀으며 한불문화협회 회장으로 한국과 프랑스의 문화교류에도 힘쓴 바 있다. 1997년 프랑스 국가 공로훈장(기사단장)과 1998년 대한민국 문화훈장(옥관훈장)을 수여받았다. 최근에는 UIA 2017 서울세계건축가대회 명예위원으로 활동하였다.